# Zhang Hui
Zhang Hui (kinesiska: 張 惠), född den 29 september 1959 i Jiangsu, Kina, är en kinesisk basketspelare som var med och tog OS-brons 1984 i Los Angeles. Hon är 169 centimeter lång.